# Чула-Віста (округ Завала, Техас)
Чула-Віста (англ. Chula Vista) — переписна місцевість (CDP) в США, в окрузі Завала штату Техас. Населення — 307 осіб (2020).

## Географія
Чула-Віста розташована за координатами 28°39′34″ пн. ш. 99°48′15″ зх. д. / 28.65944° пн. ш. 99.80417° зх. д. (28.659549, -99.804290).  За даними Бюро перепису населення США в 2010 році переписна місцевість мала площу 1,39 км², з яких 1,37 км² — суходіл та 0,02 км² — водойми.

## Демографія
Згідно з переписом 2010 року, у селищі мешкало 450 осіб у 123 домогосподарствах у складі 103 родин. Густота населення становила 324 особи/км².  Було 145 помешкань (104/км²).
Расовий склад населення:
| - 87,3 % — білих - 10,7 % — осіб інших рас |

До двох чи більше рас належало 2,0 %. Частка іспаномовних становила 98,2 % від усіх жителів.
За віковим діапазоном населення розподілялося таким чином: 34,0 % — особи молодші 18 років, 57,1 % — особи у віці 18—64 років, 8,9 % — особи у віці 65 років та старші. Медіана віку мешканця становила 30,8 року. На 100 осіб жіночої статі у селищі припадало 90,7 чоловіків;  на 100 жінок у віці від 18 років та старших — 89,2 чоловіків також старших 18 років.
Середній дохід на одне домашнє господарство  становив 19 471 долар США (медіана — 19 000), а середній дохід на одну сім'ю — 19 471 долар (медіана — 19 000). 
Цивільне працевлаштоване населення становило 36 осіб. Основні галузі зайнятості: сільське господарство, лісництво, риболовля — 100,0 %.